# Arenstein József
Arenstein József (Pest, 1816. január 12. – Stuppach, 1892. február 23.) matematikus, a Magyar Tudományos Akadémia levelező tagja.

## Élete
Egyetemi tanulmányait Pesten, majd a bécsi tudományegyetemen és műegyetemen végezte. 1846 júniusától a pesti József Ipartanoda mennyiségtan és erőműtan tanszékének tanára volt. Ugyanebben az évben a Mik a képzetes mennyiségek és mi azoknak mértani értelme? című pályaművét a Magyar Tudományos Akadémia jutalommal tüntette ki. 1847-ben választották az akadémia levelező tagjai közé. Az 1850-es évek elejétől 1865-ig bécsi főreáliskola tanára. Irodalmi működése a matematika, mechanika, meteorológia, hidrológia és mezőgazdaságtan területére terjedt ki. Több tankönyve és dolgozata jelent meg nagyobbrészt német nyelven.

## Főbb művei
- Betűszámtani előadások vázlata. Pest, 1847. (Kőnyomat.)
- A képzetes mennyiségek tulajdonságai, mind analytikai, mind mértani értelmök. Uo. 1847. (Ezen czímmel is: Mathem. pályamunkák. Kiadja a m. t. társaság II. köt. Németül a bécsi természetbarátainak évkönyveiben.)
- Beobachtungen über die Eisverhältnisse der Donau 1847–1848 bis 1849–1850 (Bécs, 1850)
- Maschinenlehre für Oberrealschulen. (Bécs, 1854)
- Számtan az I. és II. gymn. oszt. számára. Močnik után. (Pest, 1854)
- Mértan. Močnik után. Uo. 1854. (2. kiadás. 1858. 3. 1861. 4. 1864. Ugyanott.)
- Betűszámtan (Algebra) Močnik után. Uo. 1855. (2. kiadás 1858. 3. 1861. 4. 1865. 5. 1866. 6. 1874. Ugyanott.)
- Számtan a III. és IV. gymn. oszt. számára. Močnik után Bécs 1855.
- Der landwirthschaftliche Theil der Münchener Ausstellung 1854. Uo. 1855.
- Mechanik Uo. 1855.
- Skizzen über die Zucht der Rinder, Schafe u. Schweine im Kais. Oesterreich. Uo. 1856. (Ugyanez franczia nyelven. Páris. 1856.)
- Die Lehrmittel an der Pariser Ausstellung. Wien, 1858.
- Die landwirth. Abtheilung der Pariser Ausstellung 1855. Uo. 1858.
- Album der österr. Rindviehracen. Uo. 1859.
- Österreich auf der internationalen Ausstellung 1862. Uo. 1862. (Ugyanez franczia és angol nyelven.)
- Katalog der Londoner Industrie-Ausstellung. Uo. 1862.
- Österr. Bericht über die Internationale Ausstellung in London 1862. Uo. 1863.
- Zur landwirthschaftlichen Organisation in Frankreich. Uo. 1865.
- Festrede aus Anlass des vierzigjährigen Bestandes des Nieder-Österr. Gewerbevereines in der Festversammlung am 4. Mai 1880. Wien.
- Schlöglmühl auf der Jubiläums-Ausstellung. Wien, 1888-21. Die Normal-Papiere der Actien-Gesellschaft der k. k. priv. Papier-Fabrik Schlöglmühl. Uo. 1888. (Mathematikai szakrészét.)